# Asso (gmina)

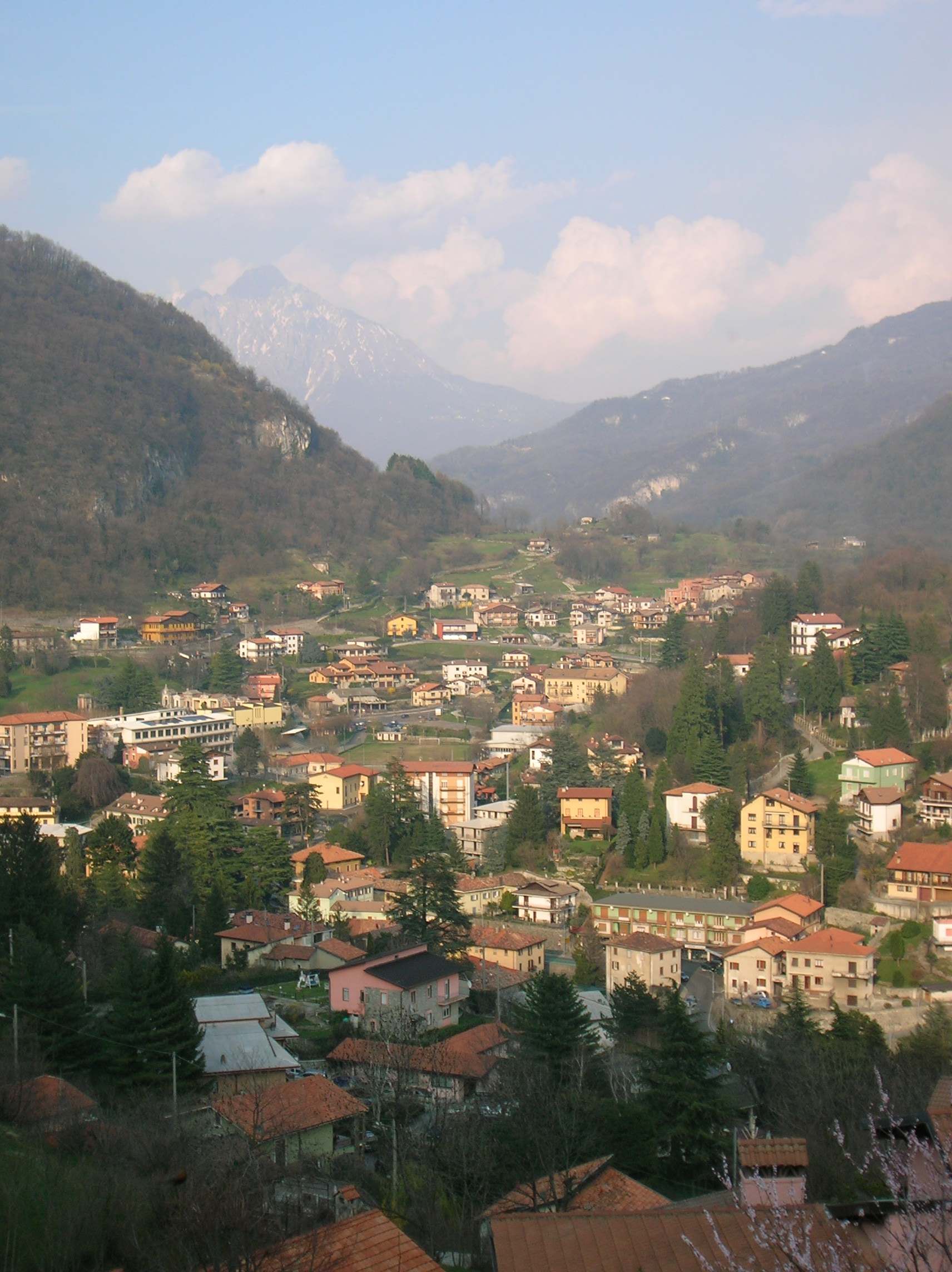
Panorama Asso

Asso – miejscowość i gmina we Włoszech, w regionie Lombardia, w prowincji Como, położona nad rzeką Lambro.
Według danych na rok 2004 gminę zamieszkiwało 3176 osób, 529,3 os./km².